# Genaro de Borbón-Dos Sicilias (1857-1867)
Genaro de Borbón-Dos Sicilias (en italiano: Gennaro di Borbone-Due Sicilie; Caserta, 28 de febrero de 1857 - Albano Laziale, 13 de agosto de 1867) fue un príncipe napolitano de la Casa de Borbón-Dos Sicilias, la cual estaba vinculada a la familia real española. Era muy pequeño cuando el Reino de las Dos Sicilias fue conquistado en el marco de la Reunificación italiana, teniendo que vivir en el exilio. Murió en la infancia, víctima del cólera, junto a su madre.

## Biografía
Genaro era el decimosegundo y último de los hijos del rey Fernando II de las Dos Sicilias y su segunda esposa, la archiduquesa María Teresa de Austria-Teschen. Tenía un medio hermano del primer matrimonio de su padre con María Cristina de Saboya, el futuro Francisco II. El príncipe recibió su nombre de San Genaro, santo patrón de Nápoles.
Aprovechando la fecha festiva, se emitió un decreto de amnistía para todos los presos políticos en juicio o enjuiciados, restableció la Constitución de 1848 suspendida, nombró a su hijo mayor, el duque de Calabria, en el cargo de general de división del reino y comunicó el reapertura del parlamento. En honor al título concedido al recién nacido (conde de Caltagirone), la comuna siciliana del mismo nombre le obsequió una reliquia de Santiago el Mayor, patrón de la región.
Para el momento de su nacimiento, su padre, el rey Fernando II, aunque casi tenía 47 años, parecía más mayor además de que ya tenía serios problemas de salud, estaba enfermo, paraba en cama y demasiado débil para jugar con su hijo menor como lo había hecho con sus once hijos anteriores. Debido a esto, el joven príncipe nunca sabría de lo que significaba exactamente la vida familiar y de la despreocupada experiencia de crecer en la opulencia de la corte napolitana. Su madre, María Teresa, si con los extraños era hosca y arrogante, con sus hijos era una madre muy tierna y protectora.
En 1859, cuando apenas tenía dos años, su padre falleció y su medio hermano mayor asumió el trono. En esos momentos ya estaba en marcha el plan del Reino de Cerdeña para incorporar todo el territorio de la península itálica bajo su control, al mando de las tropas de Giuseppe Garibaldi y su Expedición de los Mil. Para 1860, ya habían conquistado y anexado los ducados de Parma, Módena, y el Gran Ducado de Toscana, por lo que empezaron a invadir el reino siciliano, ocupando la capital Nápoles. En ese momento, la familia real de las Dos Sicilias fue expulsada del reino, privándolos de sus propiedades y riqueza, lo que obligó a la familia a una existencia nómada y económicamente tensa. El papa Pío IX ofreció a la familia una residencia en el Palacio del Quirinal en Roma, como agradecimiento por su lealtad. Mientras, el rey Francisco II y su esposa, María Sofía de Baviera, se dieron a Gaeta, donde resistieron hasta 1861, cuando capitularon.
Genaro viviría la mayor parte de su corta vida en Roma con su madre y hermanos, viendo así los matrimonios de sus hermanos Luis, María Inmaculada y María Anunciada.

## Muerte
En 1867, una epidemia de cólera asoló Roma, obligando a la población o al menos a quienes pudieron, a abandonar la capital. La madre de Genaro, María Teresa, tomó a los niños que todavía vivían con ella en el Palacio del Quirinal (Alfonso, María Pía, Pascual, María Luisa y el mismo Genaro) y los trasladó por las colinas de Alban a Albano Laziale, donde solían pasar los veranos. No obstante, la epidemia llegó también a esa población; los pequeños María Luisa y Genaro cayeron enfermos y María Teresa los cuidó. Una vez que la niña se recuperó, la hizo escapar junto a sus otros hijos, pero ella se negó a abandonar al menor a su suerte. Al final, María Teresa también se enfermó y, habiendo rechazado el tratamiento de un médico porque lo consideraba "liberal", murió el 8 de agosto en medio de insoportables dolores. Genaro murió cinco días después.
Sus cuerpos fueron enterrados inicialmente en la Iglesia de Santa María de la Estrella, en Albano Laziale. Posteriormente, en 1962, fueron trasladados a la Basílica de Santa Clara en Nápoles.
- Datos: Q3759868
- Multimedia: Prince Gennaro, Count of Caltagirone / Q3759868